# SYR5
SYR5 är ett musikalbum av Kim Gordon (Sonic Youth) tillsammans med DJ Olive och Ikue Mori som släpptes den 29 augusti 2000.

## Låtlista
1. Olive's Horn
2. International Spy
3. Neu Adult
4. Paperbag / Orange Laptop
5. Stuck on Gum
6. Fried Mushroom
7. What Do Yo Want? (Kim)
8. Lemonade
9. We Are the Princesses
10. Take Me Back
11. Take It to the Hit